# Ventiel van Tesla

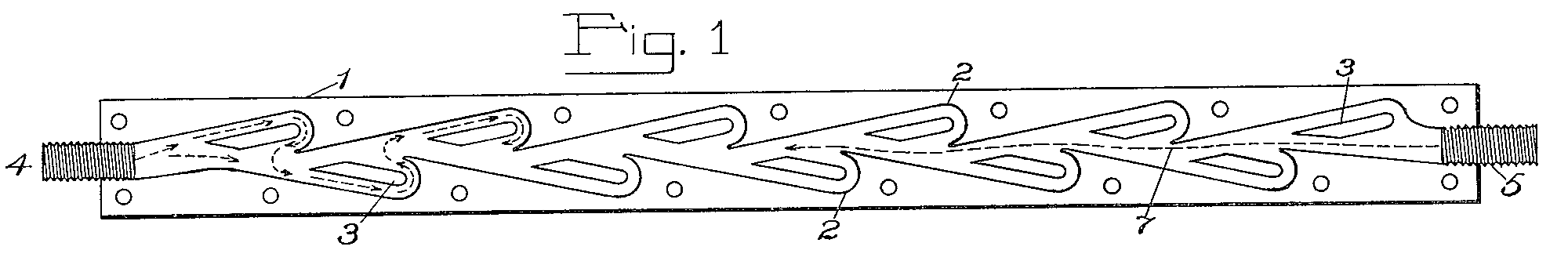
Originele afbeelding uit de aanvraag van het patent

Een ventiel van Tesla of teslaventiel is een passieve terugslagklep met vaste geometrie die een aantal keren terugkeert. Het laat een vloeistof bij voorkeur in één richting stromen. De werking steunt op het veroorzaken van een tegenstroom en het ventiel heeft geen bewegende delen. Het ventiel is vernoemd naar Nikola Tesla, die in 1920 het patent voor de uitvinding kreeg.

## Werkingsprincipe

Werking teslaventiel

De bovenste figuur toont de stroming in de geblokkeerde richting. Bij elk segment wordt een deel van de vloeistof omgeleid (rood) en verstoort de voorwaartse stroming (zwart).
De onderste figuur toont de stroming in de ongehinderde richting (blauw).